# Bank of China Tower
22°16′45″B 114°09′41″Đ / 22,27917°B 114,16139°Đ
Bank of China Tower (viết tắt: BOC Tower; chữ Hán: 中銀大廈, Hán-Việt: Trung Ngân Đại Hạ) là một trong những tòa nhà chọc trời ở Trung Hoàn, Hồng Kông. Đây là nơi có trụ sở của Bank of China (Hong Kong) Limited. Tòa nhà này tọa lạc tại số 1 Garden Road, ở quận Trung Tây trên đảo Hồng Kông. Tòa nhà cao 367 m, 72 tầng, hoàn thành năm 1992 và là tòa nhà chọc trời cao thứ tư ở Hồng Kông, xếp sau Two International Finance Centre, ICC tower và Central Plaza. Đây là tòa nhà cao thứ 12 thế giới tính đến thời điểm năm 2008.